# Scipione del Ferro
Scipione del Ferro (né à Bologne le 6 février 1465 - décédé à Bologne le 5 novembre 1526), est un mathématicien italien, célèbre pour avoir trouvé le premier la méthode de résolution d'équation de troisième degré sans terme quadratique.

## Biographie
Scipione del Ferro a occupé un poste de professeur en arithmétique et en géométrie à l'université de Bologne à partir de 1496.
Il est connu pour sa contribution à la résolution par radicaux de l'équation de degré trois, qu'il ne publia pas, sans doute parce que la chaire de mathématiques de l'université était mise au concours à intervalles réguliers, selon un rituel où la résolution de problèmes d'arithmétique était au programme.
Mais on sait par le récit de Cardan que del Ferro mourant aurait confié sa méthode à son gendre, Hannibal Nave, et à un de ses étudiants, Antonio Maria del Fiore.
Cet étudiant, se trouvant plus tard en compétition avec Tartaglia pour un poste à l'université, lui imposa de résoudre un certain nombre d'équations du troisième degré. Tartaglia devina que son adversaire disposait d'un algorithme universel, que donc un tel algorithme existait, et il le retrouva lui-même.
C'est ainsi que le nom et la trouvaille de del Ferro seront cités plus tard dans la controverse qui opposera Cardan et Tartaglia sur ce sujet.
Cependant le carnet de notes de Scipione del Ferro est perdu et on doit se contenter de ce qu'en a dit Cardan.